# Daniel Sanabria
Daniel Horacio Sanabria Gueyraud (* 8. Februar 1977 in Asunción) ist ein ehemaliger paraguayischer Fußballspieler.

## Karriere

### Verein
Sanabria begann seine Karriere bei Sport Colombia, wo er von 1995 bis 1998 spielte. Danach spielte er bei 12 de Octubre, Shonan Bellmare, Club Libertad, Kyoto Purple Sanga, CSD Colo-Colo, Sportivo Luqueño, Club Olimpia, América und Independiente Medellín. 2008 beendete er seine Spielerkarriere.

### Nationalmannschaft
Im Jahr 2001 debütierte Sanabria für die paraguayische Fußballnationalmannschaft. Er wurde in den Kader der Copa América 2001 und Weltmeisterschaft 2002 berufen. Er hat insgesamt sieben Länderspiele für Paraguay bestritten.

## Errungene Titel
- Primera División (Paraguay): 2002, 2003